# Сельское поселение Волжский Утёс
Сельское поселение Волжский Утёс — муниципальное образование в Шигонском районе Самарской области.
Административный центр поселения — село санатория Волжский Утёс.

## Население
| 2010  | 2012  | 2013  | 2014  | 2015  | 2016  | 2017  |
| ----- | ----- | ----- | ----- | ----- | ----- | ----- |
| 2303  | ↘2248 | ↘2227 | ↘2193 | ↘2178 | ↘2144 | ↘2102 |
| 2018  | 2019  | 2020  | 2021  |       |       |       |
| ↘2065 | ↘2039 | ↘2014 | ↗2242 |       |       |       |

## Состав сельского поселения
| № | Населённый пункт | Тип населённого пункта          | Население |
| - | ---------------- | ------------------------------- | --------- |
| 1 | Берёзовка        | село                            | 40        |
| 2 | Волжский Утёс    | посёлок, административный центр | 1913      |
| 3 | Комаровка        | село                            | 350       |